# 山本町 (堺市)
山本町（やまもとちょう）は、大阪府堺市堺区にある地名。2024年現在の行政地名は山本町一丁から山本町六丁。住居表示は未実施。

## 地理
堺区の北部に位置する。南は神南辺町、北は海山町、南東は古川を境に宿屋町西、西は塩浜町に接する。東から順に一丁から六丁がある。

### 河川
- 内川
  - 宿屋橋

## 歴史

### 沿革
- 1945年（昭和20年）、堺市元宮通1 - 9丁・立花通1 - 10丁・丸島町の各一部より山本町成立[6]。
- 2006年（平成18年）、堺市が政令指定都市に移行し、行政区を設置。山本町は堺区の所属となる。

## 世帯数と人口
2024年（令和6年）10月31日現在の世帯数と人口は以下の通りである。
| 丁         | 世帯数    | 人口    |
| ---------- | --------- | ------- |
| 山本町一丁 | 565世帯   | 1,461人 |
| 山本町二丁 | 260世帯   | 519人   |
| 山本町三丁 | 23世帯    | 74人    |
| 山本町四丁 | -         | -       |
| 山本町五丁 | 513世帯   | 912人   |
| 山本町六丁 | -         | -       |
| 計         | 1,361世帯 | 2,966人 |

### 人口の変遷
国勢調査による人口の推移。
| 1995年（平成7年）  | 1,252人 | [ 7 ]  |  |
| 2000年（平成12年） | 1,697人 | [ 8 ]  |  |
| 2005年（平成17年） | 1,861人 | [ 9 ]  |  |
| 2010年（平成22年） | 3,064人 | [ 10 ] |  |
| 2015年（平成27年） | 3,002人 | [ 11 ] |  |
| 2020年（令和2年）  | 2,955人 | [ 12 ] |  |

### 世帯数の変遷
国勢調査による世帯数の推移。
| 1995年（平成7年）  | 431世帯   | [ 7 ]  |  |
| 2000年（平成12年） | 595世帯   | [ 8 ]  |  |
| 2005年（平成17年） | 661世帯   | [ 9 ]  |  |
| 2010年（平成22年） | 1,220世帯 | [ 10 ] |  |
| 2015年（平成27年） | 1,191世帯 | [ 11 ] |  |
| 2020年（令和2年）  | 1,232世帯 | [ 12 ] |  |

## 学区
市立小・中学校に通う場合、学区は以下の通りとなる。
| 丁         | 番地 | 小学校           | 中学校           |
| ---------- | ---- | ---------------- | ---------------- |
| 山本町一丁 | 全域 | 堺市立三宝小学校 | 堺市立月州中学校 |
| 山本町二丁 | 全域 | 堺市立三宝小学校 | 堺市立月州中学校 |
| 山本町三丁 | 全域 | 堺市立三宝小学校 | 堺市立月州中学校 |
| 山本町四丁 | 全域 | 堺市立三宝小学校 | 堺市立月州中学校 |
| 山本町五丁 | 全域 | 堺市立三宝小学校 | 堺市立月州中学校 |
| 山本町六丁 | 全域 | 堺市立三宝小学校 | 堺市立月州中学校 |

## 事業所
2021年（令和3年）現在の経済センサス調査による事業所数と従業員数は以下の通りである。
| 丁               | 事業所数 | 従業員数 |
| ---------------- | -------- | -------- |
| 山本町一丁       | 24事業所 | 375人    |
| 山本町二丁       | 28事業所 | 271人    |
| 山本町三丁・四丁 | 9事業所  | 210人    |
| 山本町五丁       | 21事業所 | 226人    |
| 山本町六丁       | 3事業所  | 82人     |
| 計               | 85事業所 | 1,164人  |

## 交通

### バス
- 南海バス[15]
- 16・17・81・81L・83・83L・84・84L系統：三宝

### 道路
- 海岸通り（国道26号）
- 大阪府道29号大阪臨海線

## 施設
- 三宝公園

## 郵便
- 郵便番号：590-0983[3]（集配局：堺郵便局[16]）。